# Vinícius Paiva
Vinícius dos Santos de Oliveira Paiva, noto semplicemente come Vinícius Paiva (Rio de Janeiro, 1º marzo 2001), è un calciatore brasiliano, attaccante del Vila Nova.

## Caratteristiche tecniche
È un'ala destra.

## Carriera
Nato a Rio de Janeiro, è cresciuto nel settore giovanile del Madureira dove è rimasto fino al 2016, quando si è trasferito al Vasco da Gama. Ha debuttato in prima squadra il 23 gennaio 2020 disputando l'incontro del Campionato Carioca perso 1-0 contro il Flamengo, mentre il 23 agosto seguente ha esordito anche nel Brasileirão entrando in campo a un quarto d'ora dal termine del match pareggiato 0-0 contro il Grêmio.
Un mese più tardi ha segnato la sua prima rete in carriera, aprendo le marcature della partita terminata 1-1 contro il RB Bragantino.

## Statistiche
Statistiche aggiornate al 7 ottobre 2020.

### Presenze e reti nei club
| Stagione        | Squadra         | Campionato      | Campionato | Campionato | Coppe nazionali | Coppe nazionali | Coppe nazionali | Coppe continentali | Coppe continentali | Coppe continentali | Altre coppe | Altre coppe | Altre coppe | Totale | Totale | Totale |
| Stagione        | Squadra         | Comp            | Pres       | Reti       | Comp            | Pres            | Reti            | Comp               | Pres               | Reti               | Comp        | Pres        | Reti        | Pres   | Reti   |        |
| --------------- | --------------- | --------------- | ---------- | ---------- | --------------- | --------------- | --------------- | ------------------ | ------------------ | ------------------ | ----------- | ----------- | ----------- | ------ | ------ | ------ |
| 2020            | Vasco da Gama   | A/RJ+A          | 10+5       | 0+1        | CB              | 5               | 0               | CS                 | 1                  | 0                  |             | -           | -           | 21     | 1      |        |
| Totale carriera | Totale carriera | Totale carriera | 15         | 1          |                 | 5               | 0               |                    | 1                  | 0                  |             | -           | -           | 21     | 1      |        |

## Palmarès

### Club

#### Competizioni statali
- Taça Rio: 1

Vasco da Gama: 2021
- Campionato Goiano: 1

Vila Nova: 2025